# Греко-римская борьба на летних Олимпийских играх 1932 — до 87 кг
Соревнования по греко-римской борьбе в рамках Олимпийских игр 1932 года в полутяжёлом весе (до 87 килограммов) прошли в Лос-Анджелесе с 4 по 7 августа 1932 года в Grand Olympic Auditorium.
Турнир проводился по системе с начислением штрафных баллов. За чистую победу штрафные баллы не начислялись, за победу по очкам борец получал один штрафной балл, за поражение — три штрафных балла. Борец, набравший пять штрафных баллов, из турнира выбывал.  Тот круг, в котором число оставшихся борцов становилось меньше или равно количеству призовых мест, объявлялся финальным, и борцы, вышедшие в финал, проводили встречи между собой. В случае, если они уже встречались в предварительных встречах, такие результаты зачитывались. Схватка по регламенту турнира продолжалась 20 минут.
В полутяжёлом весе боролись всего 3 участника, и был проведён по существу круговой турнир. Рудольф Свенссон победивший в двух встречах, стал чемпионом, Онни Пеллинен победивший в одной и проигравший в другой встрече стал серебряным призёром, а Марио Группиони, проиграв дважды, занял третье место.

## Призовые места
- Рудольф Свенссон
- Онни Пеллинен
- Марио Группиони

## Первый круг
| Штрафных баллов | Участник 1       | Результат | Участник 2    | Штрафных баллов |
| --------------- | ---------------- | --------- | ------------- | --------------- |
| 1               | Рудольф Свенссон | По очкам  | Онни Пеллинен | 3               |
| 0               | Марио Группиони  | Пропускал |               |                 |

## Второй круг
| Штрафных баллов | Участник 1       | Результат    | Участник 2      | Штрафных баллов |
| --------------- | ---------------- | ------------ | --------------- | --------------- |
| 3               | Онни Пеллинен    | Туше (18:55) | Марио Группиони | 3               |
| 1               | Рудольф Свенссон | Пропускал    |                 |                 |

## Финал
| Штрафных баллов | Участник 1       | Результат   | Участник 2      | Штрафных баллов |
| --------------- | ---------------- | ----------- | --------------- | --------------- |
|                 | Рудольф Свенссон | Туше (5:00) | Марио Группиони |                 |